# Пирогов, Борис Иванович
Пирогов Борис Иванович (род. 21 июля 1932, Кременчуг, Харьковская область) — советский, украинский и российский учёный, горный инженер, геолог и петрограф. Доктор геолого-минералогических наук (1978), профессор (1979).

## Биография
Родился 21 июля 1932 года в городе Кременчуг Полтавской области.
В 1956 году окончил Криворожский горнорудный институт получив квалификацию инженера-геолога. В 1956—1958 годах — ассистент кафедры минералогии, кристаллографии и петрографии.
В 1958—1965 годах — старший геолог-петрограф, заместитель главного геолога на Южном горно-обогатительном комбинате. Параллельно поступил в заочную аспирантуру при Институте геологических наук АН УССР, которую окончил в 1965 году и защитил кандидатскую диссертацию. В 1965—1970 годах — старший научный сотрудник минералого-петрографической лаборатории, с 1966 года — руководитель созданного им отдела вещественного состава руд и концентратов института «Механобрчермет» Министерства чёрной металлургии СССР (Кривой Рог).
В 1970—1997 годах — заведующий кафедрой минералогии, кристаллографии и месторождений полезных ископаемых Криворожского горнорудного института.
В 1997 году переехал в Москву, где получил должность профессора кафедры минералогии и геохимии Московского государственного геологоразведочного университета. В настоящее время — главный научный сотрудник Всероссийского НИИ минерального сырья имени М. М. Федоровского.

## Научная деятельность
Специалист в области минералогии, основатель научной школы теоретической и прикладной (технологической) минералогии месторождений полезных ископаемых.
Действительный и почётный член Московского отделения Российского минералогического общества. С 2001 года — почётный член Украинского минералогического общества.
Автор более 450 научных трудов, в том числе 23 монографий и учебных пособий.

### Научные труды
- Минералогия Криворожского бассейна / М., 1977 (в соавторстве).
- Прикладна мінералогія / Киев, 2002.
- Проблемы технологической минералогии // Горный журнал. — 1982. — № 8.
- Железистые кварциты Кривого Рога // Минералогический журнал. — 1985. — № 4.

## Награды
- Медаль «В ознаменование 100-летия со дня рождения Владимира Ильича Ленина» (1970);
- Медаль «Ветеран труда»;
- Грамота Президиума Верховного Совета УССР (1982);
- Премия Совета Министров СССР (1985);
- Заслуженный работник высшей школы УССР (1 августа 1988);
- Медаль имени академика Е. К. Лазаренко (2011);
- Почётный разведчик недр РФ;
- Премия АН Высшей школы Украины имени Ярослава Мудрого (2004);
- Нагрудный знак «За отличные успехи в работе» Министерства высшего и среднего специального образования СССР;
- Нагрудный знак «За заслуги в стандартизации» Комитета стандартных мер и измерительных приборов при Совете министров СССР.